# Голяма панда
Голямата панда (Ailuropoda melanoleuca) наричана още бамбукова мечка и пъстра мечка, е чернобял бозайник от семейство Мечкови (Ursidae), който се среща в гористите местности в Западен и Централен Китай. Храни се предимно с бамбук. Преди е била поставяна в семейство Енотови заедно с вида Малка панда, но днес обикновено е класифицирана в семейство Мечки. Имало е предложение тя да е в собствено семейство, наречено Пандови (Ailuropodidae). Аргументи за това са устройството на черепа и на зъбите, които не приличат на тези на мечките. Разпространена е в Китай, обявена е за национално съкровище. Обитава планинските бамбукови гори.
Международният ден на голямата панда се отбелязва всяка година на 16 март.

## Общи сведения
Голямата панда достига на дължина 120 см -150 см и тежи около 30 до 160 кг. Опашката ѝ е дълга около 12 см. Има отличителна окраска, като козината ѝ е гъста и мръсно бяла. През плешките и предните крака минава широка черна ивица. Задните крака са черни, има черни петънца по ушите и около очите. Храни се предимно с бамбук и може да хваща филизи и листа на това растение с помощта на палецовидно приспособление на предната си лапа. Широките масивни зъби са приспособени за дъвчене и стриване на бамбукови части (главно стръкове и корени), но храносмилателната система е като на месоядно животно, така че голямата панда не може да поглъща целулоза, която е основната съставка на бамбука. Поради това пандата трябва да консумира огромни количества бамбук, за да се нахрани. Средно една панда яде 15 – 30 кг бамбукови листа, филизи и стръкове на ден, като отделя на този процес 10 – 12 часа. За разлика от тях, уловените от човека панди се хранят със зърнени храни, мляко и градински зеленчуци. Живеят до 15 – 20 г.

## Разпространение
Йезуитският мисионер и естествоизпитател Арман Давид открива козина и кости от панда през 1869 г. и ги изпраща в Париж, като дава на пандата името Ursus melanoleucus, което означава в превод „черно-бяла мечка“. За първи път европейци се срещат с истинска дива голяма панда по време на експедицията на Валтер Щьоцнер от 1913 – 1915 г. Голямата панда някога е обитавала големи площи в Китай и Бирма, но унищожаването на горите от човека, както и бракониерството, са причина за ограничаване на местообитанията на вида до няколко малки и усамотени бамбукови гори. Те се намират основно в планинските райони в Съчуан в Китай, но също и в съседните области Гансу и Шънси и източния дял на тибетските високопланински области. Пандата е определена за застрашен вид като по-малко от 1000 индивида живеят днес в природата, а около 100 се държат в зоопаркове. Местностите, в които живеят пандите, са защитени от китайското правителство като природни резервати.

## Начин на живот и хранене
Голямата панда има тежка походка на земята, но се катери пъргаво по дърветата. Живее поединично освен по време на размножителния период. Голямата панда се храни с бамбукови филизи и корени. С изсичането на бамбуковите гори, пандите стават все по-застрашени от изчезване.

## Размножаване
Размножава се в периода март-май, като бременността трае 122 – 163 дни. През август или септември се раждат 1 – 2 малки. Бебетата са много малки, раждат се слепи и имат слабо окосмяване. Тежат само 100 г, като майката се грижи за безпомощното и неподвижно бебе-панда като го притиска към гърдите си с големите си предни лапи. Малкото на пандата отваря очите си около 45 дни след раждането си и започва да пълзи след още около 30 дни, когато растежът се засилва. Започва да се храни с бамбук, когато е на 5 месеца, и става самостоятелна на 18 месеца. Достига полова зрялост на 6 или 7 години. Пандите в природата имат бавен размножителен цикъл, а размножаването на уловените панди е съпроводено с огромни затруднения. Така че тези индивиди не могат да заменят другите индивиди, които са убити от бракониери или са застрашени сериозно от загубата на подходящи условия за живот.

## Допълнителни сведения
Уловена, голямата панда прави номера, които се радват на вниманието на зрителите. Въпреки това, пандата е всъщност в известна степен сприхава и избухлива. Китайското правителство си е създало практика да подарява или да дава назаем големи панди на други държави в знак на приятелско отношение. Су-Лин, първата голяма панда, показана на запад, достига САЩ като бебе през 1936, и до смъртта си през 1938 е една от най-популярните атракции в зоопарка Брукфийлд близо до Чикаго. Две други големи панди – една мъжка и една женска – са подарени на САЩ от китайското правителство през 1972. Те са настанени в националния зоопарк във Вашингтон. Оттогава насам още няколко зоопаркове са получавали панди, като китайците са разрешили само 40 панди да напуснат родната им земя. Пандите са уязвим вид.